# Забеліна Олександра Іванівна
Олександра Іванівна Забеліна (рос. Александра Ивановна Забелина, 11 березня 1937, Москва, СРСР — 27 березня 2022) — радянська фехтувальниця на рапірах, тририразова олімпійська чемпіонка (1960, 1968 та 1972), дев'ятиразова чемпіонка світу.

## Виступи на Олімпіадах
| Олімпіада   | Дисципліна           | Місце     |
| ----------- | -------------------- | --------- |
| Рим 1960    | індивідуальна рапіра | 4 p4 r2/4 |
| Рим 1960    | командна рапіра      | 1         |
| Мехіко 1968 | індивідуальна рапіра | 6 p1 r2/4 |
| Мехіко 1968 | командна рапіра      | 1         |
| Мюнхен 1972 | індивідуальна рапіра | 6 p3 r2/4 |
| Мюнхен 1972 | командна рапіра      | 1         |